# Luc Versteylen
Luc Benoit Valérie Jean Laurent Marie Versteylen (Borgerhout, 11 september 1927 – Wommelgem, 10 februari 2021) was een Vlaamse pater-jezuïet en stichter van de groene beweging Anders Gaan Leven.

## Biografie

### Algemeen
In zijn jeugd was Luc Versteylen lid van het Verdinaso. Naar eigen zeggen kreeg hij als 15-jarige vrijwillige hulpverlener zijn priesterroeping bij het aanschouwen van de ravage en de menselijke drama's ten gevolge van het Amerikaanse vliegtuigbombardement in Mortsel in april 1943. Versteylen werd tot priester gewijd in 1959 en werd in 1960 leraar aan het Xaveriuscollege in Borgerhout, waar hij zelf tijdens de Tweede Wereldoorlog humaniora gevolgd had. Zijn laatste levensjaren bracht Versteylen in het woon- en zorgcentrum Wommelgheem door. Hij overleed daar op 10 februari 2021 aan de gevolgen van een COVID-19-besmetting.

### Agalev en Helaba

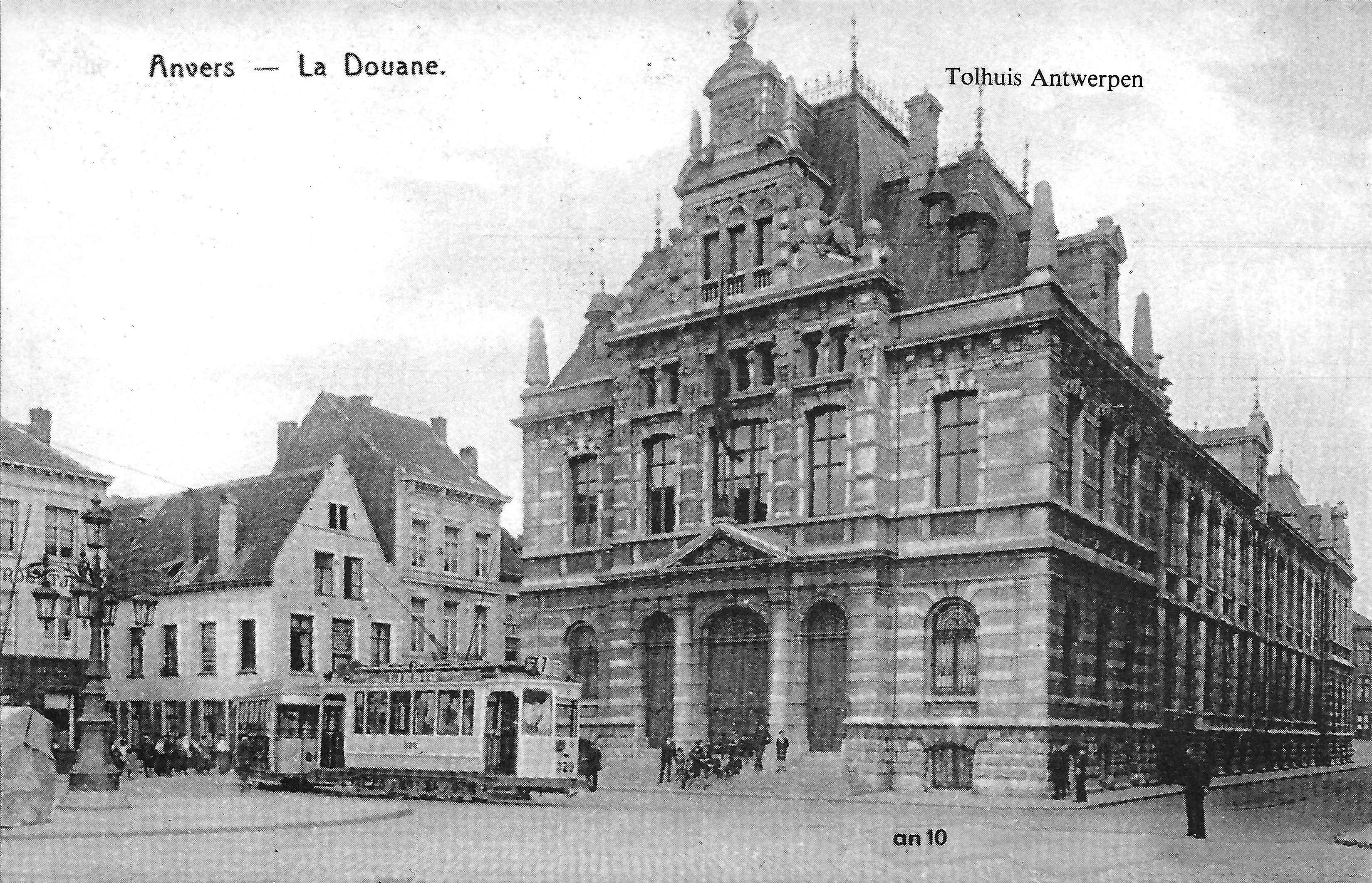
Het afgebroken tolhuis van Antwerpen

Met zijn Groene Fietsers verzette Versteylen zich begin de jaren 70 van de twintigste eeuw op ludieke wijze onder meer tegen de sloop van het Tolhuis in Antwerpen. Versteylen richtte met zijn milieubewuste fietsende actiegroep de groene beweging Anders Gaan Leven op rond de kernwaarden soberheid, samenhorigheid en stilte; vanaf 1977 begon hij onder de afkorting Agalev aan verkiezingen mee te doen: vrij snel kwam er een scheiding tussen leden die het ludieke van de (milieu)beweging wilden centraal houden en diegenen die zich partijpolitiek wilden engageren.  Hij bleef jarenlang dynamisch zijn beweging leiden vanuit Viersel en kende er een uitstraling mee over heel Vlaanderen. Zodoende distantieerde hij zich almaar meer van de politiek en zijn partij Agalev, omdat die volgens hem te veel voor de macht ging als een klassieke politieke partij en de kernwaarden of beginselen van soberheid, samenhorigheid & stilte verloochende. Hij vond ook dat de partij zich exclusief op het linkse segment van het politieke spectrum was gaan richten na de toetreding van enige communisten, daaronder leden van de vroegere KPB zoals de latere Zwijndrechtse burgemeester Willy Minnebo. Ook betreurde hij dat Hugo Van Dienderen niet meer actief was. Maar bovenal kon hij weinig of geen begrip opbrengen voor het feit dat Agalev in de regering wou blijven na de beslissing om het polderdorp Doel aan de uitbreiding van de Antwerpse haven op te offeren.
Tijdens de iets stillere actiejaren 80 en 90, waarbij hij met de aanleg van het Witte Kinderbos in het nieuws kwam na het uitbreken van het Dutroux-schandaal, richtte Versteylen Helaba op, een schijnbaar nieuwe beweging die terugging naar de reeds genoemde kernwaarden. Maar in een veranderde, in het bijzonder minder katholieke, wereld en het bestaan van Greenpeace concentreerde hij zich met metaforen en alternatieve bewoordingen op een speelse seksuele voorlichting, die hij als spreker op pedagogische studiedagen in talloze katholieke middelbare scholen toelichtte. Daarbuiten zorgde hij met zijn metafoor de diepste draai voor coïtus voornamelijk hilariteit, zoals in de spiegeltent op de Gentse Feesten.

### Vzw Brouwerij Viersel
Versteylen stichtte een plaats van bezinning in de brouwerij van Viersel, genaamd Leven in de Brouwerij. Deze locatie werd door een grootvader van een leerling van Versteylen ter beschikking gesteld. Daar kregen de kernwaarden dankzij de door de bezoekers gewilde retraite uit het drukke leven duidelijk vorm door bewust sober te eten, zoveel mogelijk te zwijgen en de organisatie van schrijfgroepen: meningen over actuele hete hangijzers of morele kwesties werden door de deelnemers opgeschreven en doorgegeven ter lectuur, waarna de volgende een reactie of een aanvulling opschreef enzovoorts.
In 2010 ontving de vzw 'Leven in de brouwerij' 31 klachten tegen Versteylen en diens levensgezellin over de in Viersel aangewende seksuele opvoeding. Begin 2011 kwam Versteylen in opspraak door een gerechtelijke klacht in verband met seksueel grensoverschrijdend gedrag. Versteylen ontkende de beschuldigingen. In een brief aan alle leden van de raad van bestuur schreef Versteylen dat "het zoeken in de zeventiger jaren naar een nieuwe lichaamsbeleving zeker wel grensverleggend, maar nooit grensoverschrijdend was".  Uiteindelijk werden de klachten geseponeerd en ging Versteylen vrijuit wegens verjaring.

## Onderscheidingen
- 1995: Prijs voor ethiek en verdraagzaamheid in de politiek
- 1998: Humanitasprijs